# Stefan Weber
Pour les articles homonymes, voir Stefan Weber (homonymie) et Weber.
Stefan Weber, né le 17 octobre 1967 à Aix-la-Chapelle, est un islamologue allemand, historien d'art et actuel directeur du musée d'art islamique de Berlin.

## Carrière
Il étudie de 1990 à 1996 à l'université de Bonn l'arabe, le persan, et le turc, ainsi que l'histoire de l'art islamique. Il est diplômé d'arabe moderne de l'université de Damas en 1994. De 1996 à 2001, il travaille au département Orient (bureau de Damas) de l'Institut archéologique allemand et traite de l'histoire du milieu urbain et de l'histoire de l'architecture de Damas. Il obtient son doctorat d'État en 2001 à l'université libre de Berlin (titre de sa thèse: Zeugnisse Kulturellen Wandels; Stadt, Architektur und Gesellschaft des spätosmanischen Damaskus im Umbruch (1808-1918), avec mention magna cum laude)  et jusqu'en 2007 il est chercheur à l'Institut d'Orient de la Société allemande d'Orient (Deutsche Morgenländische Gesellschaft), à Beyrouth. Il étudie les arts et l'histoire de la ville, et dirige des projets muséaux et de restaurations  au Liban et en Syrie, comme par exemple l'architecture des Mamelouks et des Ottomans à Tripoli et à Sidon. Ensuite il est nommé professeur adjoint d'histoire à l'Institut pour l'étude des civilisations musulmanes (Institute for the Study of Muslim Civilisations) de l'université Aga Khan de Londres. 
Au début de juillet 2008, les administrateurs de la Fondation du patrimoine culturel prussien (qui gère les musées d'État de Berlin) nomment Stefan Weber directeur du musée d'art islamique de Berlin à compter du 1er février 2009.
Stefan Weber dirige plusieurs projets interdisciplinaires. Il est spécialiste de l'architecture libano-syrienne de l'époque ottomane.

## Quelques publications
- (de) Stefan Weber, Zeugnisse Kulturellen Wandels: Stadt, Architektur und Gesellschaft des osmanischen Damaskus im XIX. und frühen XX. Jahrhundert, Berlin 2006 (Berlin, Freie Univ., Diss., 2001, thèse de doctorat).
- (de) Stefan Weber, Das Anfang vom Ende. Der Wandel bemalter Holzvertäfelungen in Damaskus des XVIII. und XIX. Jahrhunderts, in: Julia Gonnella, Jens Kröger (Hrsg.): « Angels, Peonies, and Fabulous Creatures: The Aleppo Room in Berlin », International Symposium of the Museum für Islamische Kunst - Staatliche Museen zu Berlin 12.-14. April 2002. 1. Auflage. Rhema, Münster, Westfalen 2008,  (ISBN 978-3-930454-82-2), pp. 153-164.
- (en) J. Hanssen, Th. Philipp, Stefan Weber (Hrsg., The Empire in the City: Arab Provincial Capitals in the Late Ottoman Empire, in: Beiruter Texte und Studien. 88, Beyrouth, 2002.
- (en) Stefan Weber, Damascus: Ottoman Modernity and Urban Transformation (1808-1918),  Aarhus University Press, Aarhus, 2009,  (ISBN 978-8779344242).